# José Calviño Ozores
José Calviño Ozores (Lalín, 31 de diciembre de 1895-Madrid, 24 de octubre de 1987) fue un ingeniero y político español.

## Biografía
Hijo de Benito Antonio Calviño Mejuto, alcalde de Lalín, estudió ingeniería industrial en Madrid y Bélgica. Fue jefe de negociado del Ministerio de Hacienda en Madrid y se incorporó a la Agrupación Socialista de la capital entre julio de 1934 y febrero de 1936. Durante la Guerra Civil Española fue uno de los encargados de gestionar la compra de armas para el Bando republicano como jefe de negociado del Ministerio de Hacienda. Fue director de la sociedad española Campsa-Gentibus. Vinculado al PSOE, rompió con él para apoyar al Partido Socialista Galego, financiando la publicación de su boletín Adiante, impreso en Perpiñán en 1965.